# RTCN Ślęża
RTCN Ślęża – Radiowo-Telewizyjne Centrum Nadawcze Ślęża – stacja retransmisyjna sygnałów radiowych i telewizyjnych z wieżą antenową o wysokości 136 metrów, usytuowana administracyjnie na terenie miasta Sobótka na szczycie góry Ślęża. Właścicielem jest Emitel.
Zasięg tej stacji nadawczej, poprzez wybitne warunki propagacyjne góry Ślęży i zastosowanie wielkich mocy, jest wyjątkowo obszerny i obejmuje prawie całe województwo dolnośląskie (bez części zachodniej i krańców południowych), a także znaczne obszary województw: opolskiego i wielkopolskiego, a nawet fragmenty lubuskiego, łódzkiego czy śląskiego. Jeden z najlepszych, pod względem powierzchni pokrycia sygnałem, obiektów nadawczych w Polsce.

## Historia
- 1955–1957 – pierwsze radioamatorskie próby emisji z wieży lub strychu schroniska
- 4 czerwca 1957 – powołanie Społecznego Komitetu Budowy Wrocławskiego Ośrodka Telewizji – miał on na celu m.in. budowę przekaźnika retransmitującego sygnał ośrodka telewizyjnego z Katowic

Inspiracją do powołania Komitetu było ukazanie się 7 maja 1957 w „Nowych Sygnałach” artykułu autorstwa Wojciecha Dzieduszyckiego i inż. Stefana Rylskiego pt. Kupą Mości Panowie Telewidzowie, w którym zainicjowano społeczne działania – wobec braku takowych w „planach centralnych” – dla uzyskania dostępu do telewizji przez mieszkańców Dolnego Śląska. Przewodniczącym komitetu został Bronisław Ostapczuk, natomiast najaktywniejszym działaczem okazał się być inż. Rylski i to on zasadniczo doprowadził do budowy Ośrodka.
- wrzesień 1957 – wmurowanie kamienia węgielnego pod budynek stacji
- 5 grudnia 1957 – zakończenie budowy stacji
- 1 lutego 1958, godz. 11 – oficjalne uruchomienie retransmisji sygnału telewizyjnego

Pierwszy maszt antenowy składał się z dwóch części – dolnej, pochodzącej z nieużytkowanej stacji radiolokacyjnej z Raszowa, i górnej, wykonanej przez Poznańskie Stocznie Rzeczne. Wieża miała wysokość 98 metrów. W ośrodku zainstalowano nadajnik firmy Siemens & Halske. Inwestycję sfinansowano z dotacji Ministerstwa Łączności, dochodów z dolnośląskiej gry liczbowej „Liczyrzepka” oraz wpłat dolnośląskich zakładów przemysłowych – kopalni z Wałbrzycha i Nowej Rudy, wrocławskiego Pafawagu i Świdnickiej Fabryki Urządzeń Przemysłowych.
- 15 czerwca 1963 – uruchomienie retransmisji programu radiowego
- 4 grudnia 1972 – rozpoczęcie nadawania programu 2 TVP z pomocą anten zamocowanych na nowej, wyższej wieży[1]
- 22 kwietnia 2013 – zakończenie emisji analogowego sygnału telewizyjnego[3]

## Parametry
Ważniejsze parametry:
- wysokość posadowienia podpory anteny: 693 m n.p.m.
- wysokość zawieszenia systemów antenowych n.p.t.: radio: 77 m, telewizja: 104, 125 m

## Transmitowane programy

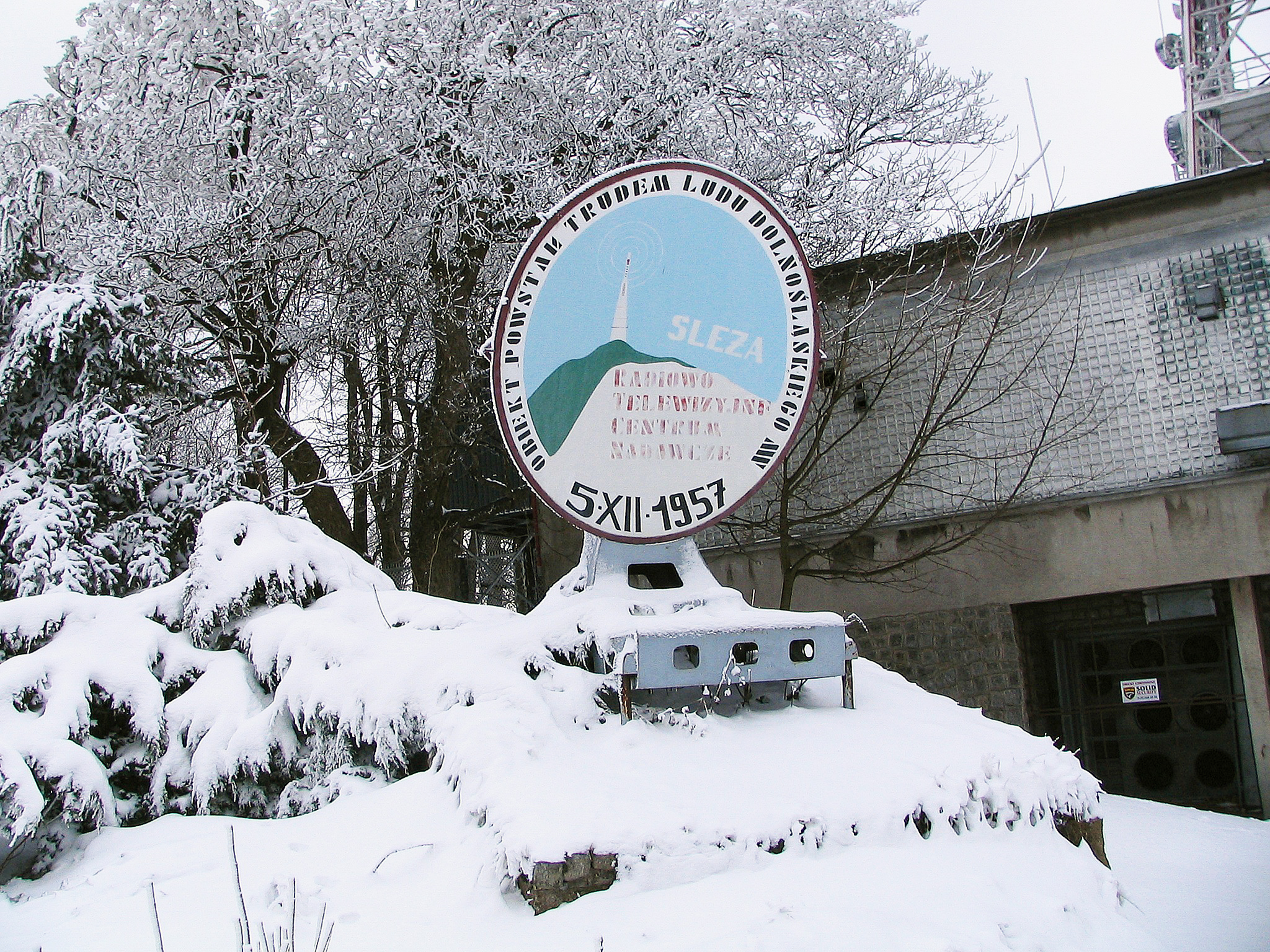
Pomnik przed budynkiem RTCN

### Programy telewizyjne – cyfrowe
| Nazwa multipleksu | Częstotliwość | Kanał | Moc nadajnika | Polaryzacja | Kompresja |
| ----------------- | ------------- | ----- | ------------- | ----------- | --------- |
| MUX 1             | 570 MHz       | 33    | 100 kW        | pozioma     | HEVC      |
| MUX 2             | 682 MHz       | 47    | 100 kW        | pozioma     | HEVC      |
| MUX 3             | 506 MHz       | 25    | 100 kW        | pozioma     | HEVC      |
| MUX 4             | 482 MHz       | 22    | 100 kW        | pozioma     | HEVC      |
| MUX 6             | 674 MHz       | 46    | 100 kW        | pozioma     | HEVC      |
| MUX 8             | 184,5 MHz     | 6     | 16 kW         | pionowa     | MPEG-4    |

### Programy radiowe
Programy radiowe.
| LP | Program                   | Właściciel                                                              | Częstotliwość | Moc nadajnika | Polaryzacja |
| -- | ------------------------- | ----------------------------------------------------------------------- | ------------- | ------------- | ----------- |
| 1  | Radio Maryja              | Prowincja Warszawska Zgromadzenia O.O. Redemptorystów                   | 88,90 MHz     | 120 kW        | pozioma     |
| 2  | Radio Zet                 | Radio Zet Sp. z o.o.                                                    | 93,60 MHz     | 120 kW        | pozioma     |
| 3  | Polskie Radio Program I   | Polskie Radio S.A.                                                      | 98,80 MHz     | 120 kW        | pozioma     |
| 4  | Polskie Radio Program III | Polskie Radio S.A.                                                      | 100,20 MHz    | 120 kW        | pozioma     |
| 5  | Polskie Radio Wrocław     | Polskie Radio – Regionalna Rozgłośnia we Wrocławiu "Radio Wrocław" S.A. | 102,30 MHz    | 120 kW        | pozioma     |
| 6  | Radio Eska Wrocław        | Radio Eska S.A.                                                         | 104,90 MHz    | 60 kW         | pozioma     |

## Nienadawane analogowe programy telewizyjne
Programy telewizji analogowej wyłączone 22 kwietnia 2013 roku.
| LP | Program              | Właściciel                                 | Częstotliwość | Kanał | Moc nadajnika | Polaryzacja |
| -- | -------------------- | ------------------------------------------ | ------------- | ----- | ------------- | ----------- |
| 1  | TVP1                 | Telewizja Polska S.A.                      | 223,25 MHz    | 12    | 100 kW        | pozioma     |
| 2  | TVP2                 | Telewizja Polska S.A.                      | 503,25 MHz    | 25    | 1000 kW       | pozioma     |
| 3  | Polsat               | Telewizja Polsat Sp. z o.o.                | 775,25 MHz    | 59    | 800 kW        | pozioma     |
| 4  | TVP Info/TVP Wrocław | Telewizja Polska S.A. Oddział we Wrocławiu | 639,25 MHz    | 42    | 800 kW        | pozioma     |